# Haruriyyah

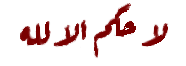
Declaración en árabe de la secta Muhakkimah del Islam primitivo, progenitores de los Ibadiyyah, que dijo: "La Hukmu Illa Li-llah", que no hay juicio excepto el de Dios. Este fue el lema de quienes se opusieron a que Ali Ibn Abi Talib optara por el arbitraje con Muawiyyah durante la Batalla de Siffin; creían que al hacerlo iba en contra de lo que ellos consideraban una instrucción clara en el Corán de luchar contra los rebeldes hasta que se arrepientan. Este dicho en particular describe la acusación de los Muhakkimah de que Ali Ibn Abi Talib no estaba juzgando según el Corán sino que dictaminaba según algo distinto de lo que Dios había revelado. Basaron este dicho en el Corán 40:12.

Harūrī  (árabe: الحرورية) eran una secta musulmana temprana del período de los Cuatro califas rectos (632-661 CE), llamada así por su primer líder, Habīb Yazīd ibn al-Harūrī. 
Los Harūrī eran una rama del movimiento Jariyita ("Rechazadores"), llamado así porque rechazaron el derecho de Alī al califato. Aunque eran  originariamente miembros del "Partido de ' Alī", se volvieron contra él cuando accedió al arbitraje en relación con el tema de liderazgo y un Harūrī asesinó a ' Alī mientras él estaba orando el 21 de Ramaḍān de 661 CE